# Homosexualität in der Bundeswehr

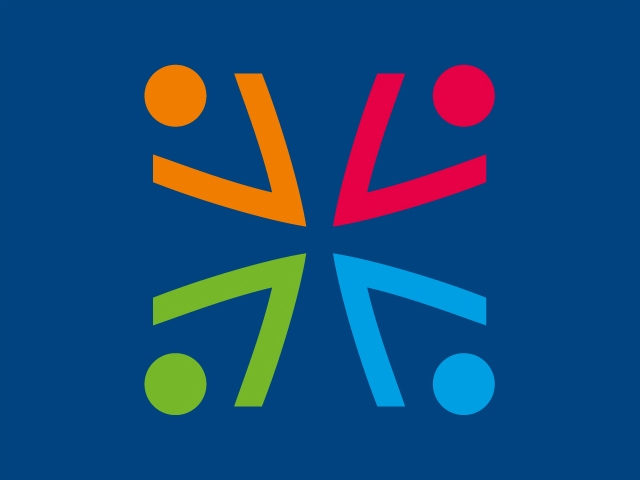
2015 wurde im BMVg das Stabselement Chancengerechtigkeit, Vielfalt und Inklusion der Bundeswehr eingerichtet.

## Allgemeines

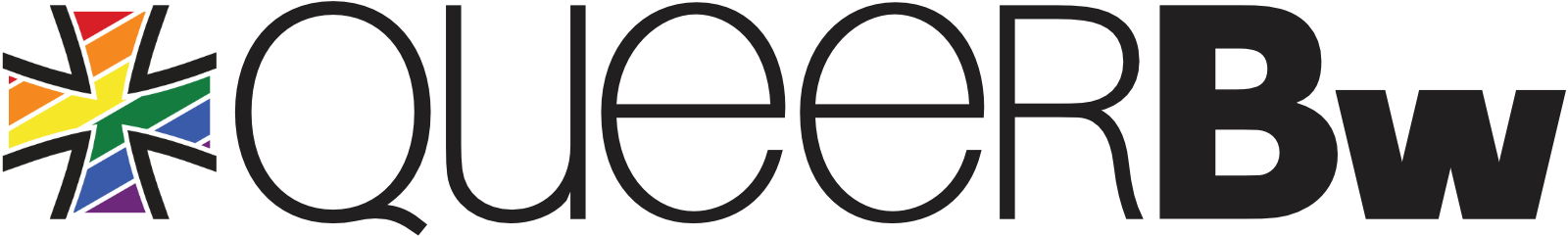
QueerBw ist die Interessenvertretung queeren Angehöriger der Bundeswehr.

Homosexuelle Soldaten sind rechtlich in der Bundeswehr gleichgestellt. Das Soldatinnen- und Soldaten-Gleichbehandlungsgesetz (SoldGG) zielt darauf ab, Benachteiligungen unter anderem aus Gründen der sexuellen Identität für den Dienst als Soldat zu verhindern oder zu beseitigen.
410 Angehörige der Bundeswehr lebten im Jahr 2015 in einer eingetragenen Lebenspartnerschaft. Am Zentrum für Militärgeschichte und Sozialwissenschaften der Bundeswehr (ZMSBw) besteht ein aktuelles Forschungsprojekt mit dem Arbeitstitel „Der Umgang der Bundeswehr mit homosexuellen Soldaten 1955 bis 2002“ des Oberstleutnants und Militärhistorikers Klaus Storkmann. Seit 2002 besteht der Verein QueerBw als Interessenvertretung queerer Soldaten und ziviler Angehöriger der Bundeswehr. Der Verein ist Nachfolger des Bundesarbeitskreises schwuler Soldaten (BASS), der 2001 seine Vereinstätigkeit mit Erreichen seiner Ziele eingestellt hatte, und trug bis zum 29. Februar 2020 den Namen Arbeitskreis Homosexueller Angehöriger der Bundeswehr (AHsAB).

## Geschichte

### Bis 1969
Soldaten, die nach dem ehemaligen § 175 Strafgesetzbuch verurteilt wurden, hatten auch durch die Bundeswehr disziplinar- und statusrechtliche Konsequenzen zu erdulden, beispielsweise Dienstgradherabsetzung oder Entfernung aus dem Dienstverhältnis. Teilweise wurde Berufssoldaten nahegelegt, die eigene Entlassung zu beantragen. Grundsätzlich wurden Vergehen in Zusammenhang mit Homosexualität von den Wehrdisziplinaranwälten und Wehrdienstgerichten rigoroser verfolgt als von den zivilen Staatsanwaltschaften und Strafgerichten. Im Jahre 1969 wurden in der Bundesrepublik einvernehmliche sexuelle Handlungen zwischen Männern, die das 21. Lebensjahr vollendet hatten, straffrei gestellt. Die Altersgrenze wurde nicht zuletzt mit Rücksicht auf die Interessen der Bundeswehr festgesetzt. Die weiterhin unter Strafandrohung stehenden Männer der Altersgruppe zwischen 18 und 21 Jahren waren oftmals Wehrpflichtige.

### 1970–1999

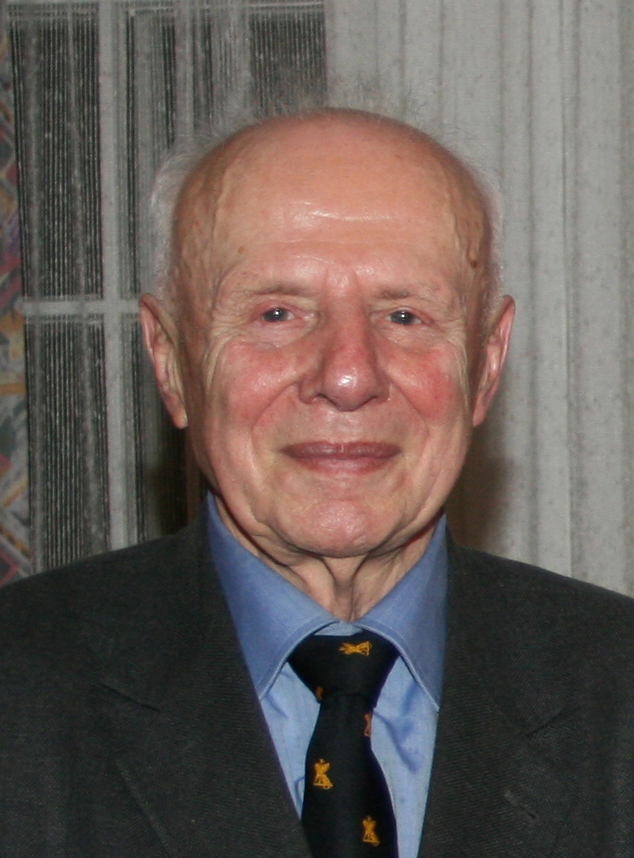
Die angebliche Homosexualität des Vier-Sterne-Generals Günter Kießling löste 1983 die Kießling-Affäre aus.

1970 urteilte das Bundesverwaltungsgericht, dass einvernehmliche homosexuelle Handlungen außerhalb des Dienstes und ohne Bezug zum Dienst kein Dienstvergehen (mehr) darstellten. Allerdings waren auch rein private einvernehmliche sexuelle Beziehungen von Vorgesetzten mit Untergebenen ein Dienstvergehen. Es genügte das abstrakte Vorgesetztenverhältnis nach den Regelungen der Vorgesetztenverordnung. Solange homosexuelle Offiziere oder Unteroffiziere unauffällig blieben, konnten sie auch ungehindert ihren Weg in der Bundeswehr gehen und Karriere bis in höchste Verwendungen machen.
Der Militärische Abschirmdienst (MAD) hingegen bewertete „sexuelles Verhalten mit Erpressungspotential“ als Sicherheitsrisiko, aufgrund dessen eine Sicherheitsüberprüfung mit einem negativen Votum enden konnte. Gemäß der damals für alle Ressorts der Bundesregierung geltenden Sicherheitsrichtlinien war Homosexualität eine „abnorme Veranlagung auf sexuellem Gebiet“. Die homosexuelle Veranlagung stellte für sich allein kein Sicherheitsrisiko, solange sich daran keine Erpressbarkeit knüpfte. Es wurde kritisiert, dass durch die Diskriminierung erst die Erpressbarkeit ermöglicht werde. Die Bundeswehr schaffe sich ihre eigenen Sicherheitsrisiken.
Als homosexuell erkannte Soldaten aller Dienstgrade wurden aber in der Regel seit den 1970er Jahren auch nicht mehr vorzeitig entlassen, anders als beispielsweise in den britischen oder US-amerikanischen Streitkräften. Ein Offizier oder Unteroffizier, dessen homosexuelle Neigungen bekannt wurden, musste aber damit rechnen, nicht mehr befördert oder mit höherwertigen Aufgaben betraut zu werden. Ferner konnte er nicht mehr in einer Dienststellung als unmittelbarer Vorgesetzter in der Truppe (z. B. als Gruppenführer, Zugführer, Kompaniechef oder Kommandeur) verbleiben, legte das Bundesministerium der Verteidigung im März 1984 per Erlass fest. In diesen wurde eine vorzeitige Zurruhesetzung der „Betroffenen“ ausgeschlossen, zumindest solange keine Dienstunfähigkeit vorläge, wozu die homosexuelle Orientierung nicht dazu zähle. Die Umwandlung des Dienstverhältnisses eines Soldaten auf Zeit in das eines Berufssoldaten war ausgeschlossen. Homosexuelle Offizieranwärter wurden regelmäßig entlassen, weil sie den Anforderungen, die an sie in ihrer Laufbahn zu stellen sind, nicht mehr erfüllten (§ 55 Abs. 4 SG). Ein Leutnant im Status eines Berufssoldaten konnte bis zum Ende des dritten Dienstjahres als Offizier, spätestens vor dem Ende des zehnten Jahres der Gesamtdienstzeit in der Bundeswehr, wegen mangelnder Eignung als Berufsoffizier entlassen werden (§ 46 Abs. 8 SG). Grundwehrdienstleistenden wurde verwehrt, freiwillig länger als Mannschaften zu dienen.
Reserveoffizier Rainer Plein nahm den „Kampf gegen diese Ablehnung von offen Homosexuellen durch den Dienstherrn .. 1972 ... auf“, indem er seine Beförderung zum Oberleutnant an die Akzeptanz seiner Homosexualität knüpfte. In einem exemplarischen Rechtsstreit, der bis 1976 dauerte, konnte Plein die dann verweigerte Beförderung nicht durchsetzen.  Im Zeitraum 1981 bis 1991 waren an zwei der damals drei Truppendienstgerichte insgesamt 47 Disziplinar-Urteile in Zusammenhang mit Homosexualität ergangen, darunter auch Freisprüche.
In der Kießling-Affäre wurde der General Günter Kießling 1983 aufgrund seiner vermuteten Homosexualität vorzeitig pensioniert. Da sich die Behauptungen nicht belegen ließen, wurde er rehabilitiert und mit einem Großen Zapfenstreich regulär in den Ruhestand versetzt.

### Ab 2000
Im Juli 2000 veröffentlichte das Bundesministerium der Verteidigung einen Erlass zur „Personalführung homosexueller Soldaten“. Am 20. Dezember 2000 folgte die „Führungshilfe für Vorgesetzte – Umgang mit Sexualität“. Demnach gebiete die Verpflichtung zur Kameradschaft Toleranz gegenüber anderen nicht strafbewehrten sexuellen Orientierungen, dementsprechend auch für gleichgeschlechtlich veranlagte Soldaten. Die eigenen Lebensentwürfe dürften nicht zum Maßstab für andere gemacht werden. Unabhängig davon, welche moralische Einstellung der Einzelne hätte, müsse von ihm die Toleranz erwartet werden, Kameraden ein anderes als das eigene Sexualverhalten zuzugestehen, solange dadurch Ausbildung und Einsatz nicht gefährdet werden würden. Die Führungshilfe verweist in der Einführung auf den Schutz durch Art. 3 Grundgesetz vor Ungleichbehandlungen wegen sexueller Orientierungen sowie auf die Verankerung des Diskriminierungsverbots in Art. 14 der Europäischen Menschenrechtskonvention.
Gemäß dem Erlass „Umgang mit Sexualität in der Bundeswehr“ vom Juli 2004 sind außerdienstlich sowohl heterosexuelle als auch homosexuelle Partnerschaften und Betätigungen unter Soldaten disziplinarrechtlich regelmäßig ohne Belang. Dies gilt auch dann, wenn die Partner einen unterschiedlichen Dienstgrad haben. Die Intimsphäre von Soldaten ist als Teil ihres Persönlichkeitsrechts einer Einflussnahme durch den Dienstherrn grundsätzlich entzogen. Der Umgang mit Sexualität ist für das Dienstverhältnis nur dann von Bedeutung, wenn dadurch der Dienstbetrieb gestört wird oder der kameradschaftliche Zusammenhalt beeinträchtigt wird. Sexuelle Betätigung im Dienst ist regelmäßig als Störung des Dienstbetriebes anzusehen. Ein Dienstvergehen kommt auch in Betracht, wenn das Verhalten das Ansehen der Bundeswehr in der Öffentlichkeit beeinträchtigt wird oder einer oder beide Partner ihre soldatische Pflicht zum achtungs- und vertrauenswürdigen Verhalten verletzen. Der Erlass unterscheidet nicht zwischen hetero- und homosexuellen Verhalten.
Im Februar 2012 unterzeichnete die Bundeswehr die Charta der Vielfalt. Im Geschäftsbereich Bundesministerium der Verteidigung wurde im April 2015 das Stabselement „Chancengerechtigkeit“ eingerichtet und mit Wirkung zum 1. Mai 2016 auf „Chancengerechtigkeit, Vielfalt und Inklusion“ erweitert. Dessen dritte Leiterin ist seit dem 5. März 2018 Oberstarzt Ivonne Neuhoff.
Der erste Workshop „Sexuelle Orientierung und Identität in der Bundeswehr“ fand am 31. März 2017 in Berlin statt.
Im September 2020 veröffentlichte das Bundesverteidigungsministerium eine Studie zur historischen Aufarbeitung der Diskriminierung homosexueller Soldaten im Zeitraum von 1955 bis 2000. Die deutsche Verteidigungsministerin Annegret Kramp-Karrenbauer entschuldigte sich für diese Diskriminierungen in der Vergangenheit und kündigte eine finanzielle Entschädigung für diskriminierte Soldaten an. Am 20. Mai 2021 verabschiedete der Deutsche Bundestag das Gesetz zur Rehabilitierung der wegen einvernehmlicher homosexueller Handlungen, wegen ihrer homosexuellen Orientierung oder wegen ihrer geschlechtlichen Identität dienstrechtlich benachteiligten Soldatinnen und Soldaten (SoldRehaHomG), wonach Soldaten der Bundeswehr und der Nationalen Volksarmee, die im Zeitraum 1955 bis 2000 wegen ihrer homosexuellen Orientierung dienstrechtlich nicht nur unerheblich benachteiligt wurden, rehabilitiert und finanziell entschädigt werden können. Als einer der ersten wurde am 8. September 2021 der ehemalige Offizier Winfried Stecher, der Ende der 1990er-Jahre gegen seine Zwangsversetzung aufgrund seiner Homosexualität auch gerichtlich gekämpft hatte, rehabilitiert.

## Trivia

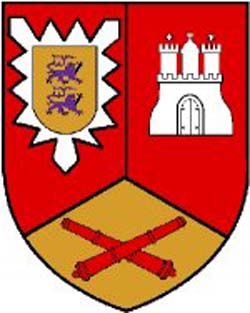
Das Panzerartilleriebataillon der Panzergrenadierbrigade 17 hätte gemäß der Nomenklatur die Zahl 175 erhalten müssen.

Aufgrund des ehemaligen § 175 Strafgesetzbuch, der homosexuelle Handlungen zwischen Männern unter Strafe stellte, erhielt das Panzerartilleriebataillon der Panzergrenadierbrigade 17 nicht die reguläre Nummer „175“, sondern die Nummer „177“.
Ein beliebter Ausbilder-Spruch während der Formaldienst-Ausbildung, bei der der Abstand zum Vordermann 80 Zentimeter betragen soll, war: „79 Zentimeter sind schwul, 81 Zentimeter sind Fahnenflucht.“ „Kameraden im Stich lassen oder ihnen zu nahe kommen – damit waren die Todsünden des Soldatentums benannt.“